# Hranice na Moravě
Hranice (deutsch Mährisch Weißkirchen) ist eine Stadt in Tschechien. Sie liegt 37 Kilometer östlich von Olmütz und gehört zum Okres Přerov.

## Geografie
Hranice befindet sich südlich der Oderberge im Weißkirchener Karst. Nordöstlich der Stadt liegt die Mährische Pforte. Das Stadtzentrum wird im Westen von der Velička sowie im Osten und Süden von der Ludina umflossen, die sich an ihrer Mündung in die Bečva vereinigen. Am südöstlichen Stadtrand erhebt sich die Hůrka (370 m). Im Südwesten befindet sich der Maleníkwald.
Nachbarorte sind Velká und Střítež nad Ludinou im Norden, Bělotín ( Bölten) im Nordosten, Kunčice (Kunzendorf bei Bölten), Špičky und Hluzov im Osten, Černotín und Ústí nad Bečvou im Südosten, Teplice nad Bečvou im Süden, Rybáře im Südwesten, Drahotuše und Klokočí im Westen sowie Hrabůvka im Nordwesten.

## Geschichte
Das Gebiet von Hranice war schon seit der Steinzeit besiedelt. Im Mittelalter verlief entlang der Bečva durch die Mährische Pforte die Bernsteinstraße. Der Ort wurde angeblich 1162 gegründet. Die Ersterwähnungsurkunde aus dem Jahre 1169 hat sich als ein nachträgliches Falsifikat erwiesen. Gegründet wurde Hranice am Übergang vom 12. und 13. Jahrhundert im Zuge der Kolonisation durch den Mönch Jurik aus der Benediktinerabtei Reigern im Auftrag Herzog Friedrichs von Olmütz. Der ursprüngliche Name „Hranice“ bedeutet Grenze. Mit der Erhebung zum Städtchen im Jahre 1276 kam der Name „Alba ecclesia“ auf, von dem sich der Name „Weißkirchen“ ableitet. Der Name „Weißkirchen“ wiederum leitet sich entweder von einer weiß gestrichenen Kirche ab oder vom weißen Habit der Prämonstratenser des Klosters Hradisko, denen die Herrschaft seit 1222 gehörte. 1292 erhielt Hranice volle Stadtrechte.
1427 eroberte der Hussitenführer Jan Ctibor Tovačovský von Cimburg die Herrschaft Hranice. Danach erhielt das Kloster sie zurück. 1464 verpfändete das Kloster die Herrschaft an Ctibor Tobischau von Cimburg, der das Pfand aber nie eingelöst hat. Die Prämonstratenser von Hradisko standen während des böhmisch-ungarischen Krieges von 1468–1471 fest an der Seite von König Georg von Podiebrad. In dieser Zeit setzte auch der Niedergang der Stadt ein. Durch die Mährische Pforte zog Kriegsvolk und plünderte und verwüstete die Gegend. Durch den Krieg war das Kloster verschuldet, sodass es 1499 die Herrschaft Hranice an Wilhelm II. von Pernstein verkaufen musste. Bis 1547 blieben die Herren von Pernstein Eigentümer, unter ihnen erlebte die Stadt eine Blüte. Die alte Burg wurde umgebaut und verbreitert.

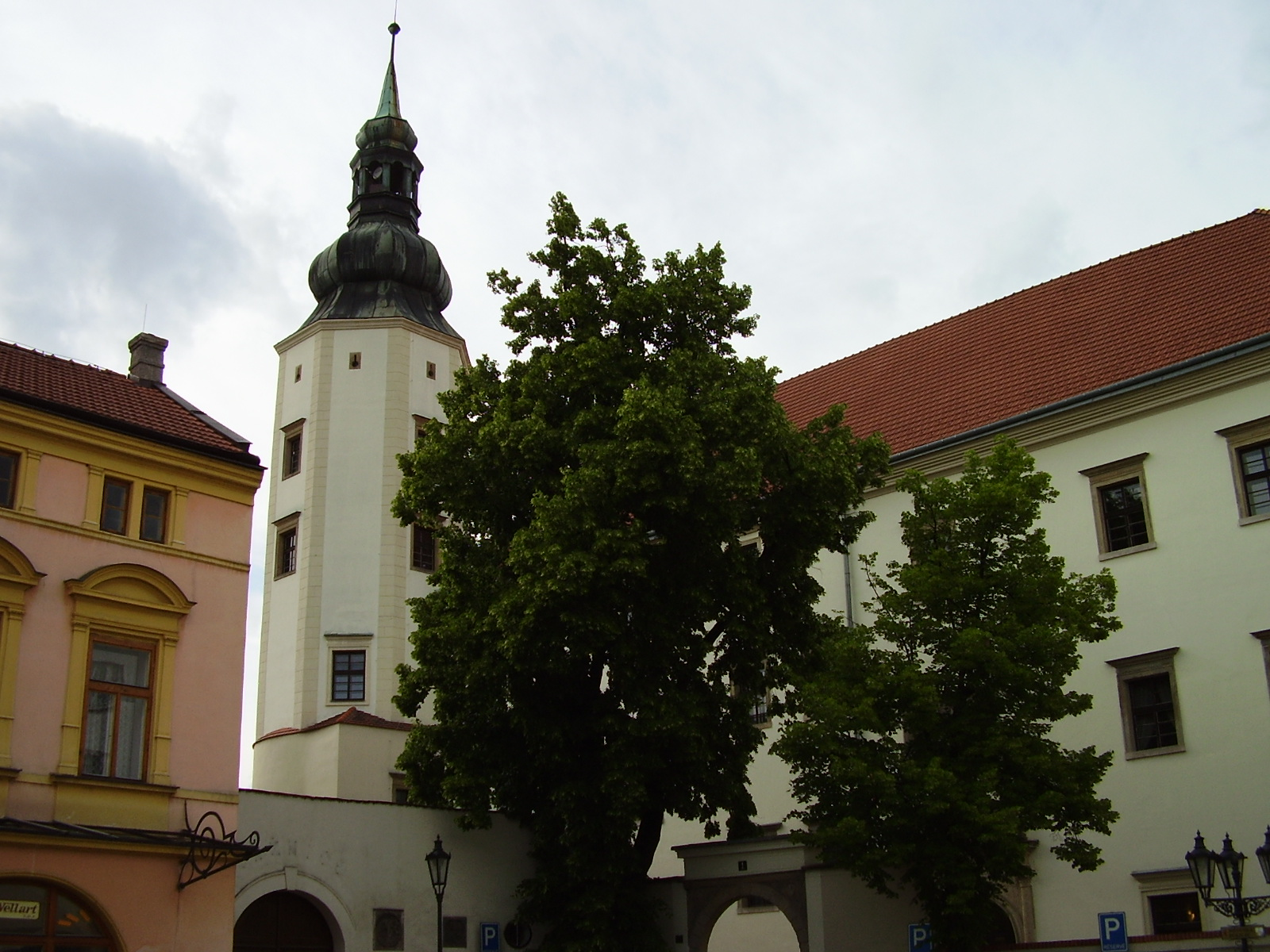
Schloss Hranice

1547 veräußerte Johann von Pernstein die Herrschaft Weißkirchen an Wenzel Haugwitz von Biskupitz. Dieser überließ den Besitz 1553 dem Jan Kropáč von Nevědomí. Während seiner Herrschaft ließen sich die Mährischen Brüder im Ort nieder. Jan Kropáčs Tochter und Erbin Anna heiratete nach dem Tode ihres Gatten Jan von Kunovice Johann den Jüngeren von Zerotein. Ihm folgte Dietrich von Kunowitz, der die Herrschaft im Jahre 1600 im Zuge eines Tausches an Zdeněk von Pottenstein und Žampach übergab. Er ließ 1609 das Schloss modernisieren. 1610 wurde Karl Berger von Berg (Karel Pergar z Pergu) und dessen Ehefrau Kateřina Onšiča von Bělkovice Besitzer der Herrschaft Hranice, die sie 1612 an Václav Mol von Modřelice verkauften, der der letzte ständig im Schloss wohnende Besitzer war. Aus Mols Zeit stammen die erhaltenen Stuckverzierungen der Repräsentationsräume. Das gesamte Eigentum Mol von Modřelices wurde nach der Schlacht am Weißen Berg 1621 konfisziert und er starb 1623 im Olmützer Gefängnis. Im Jahr 1621 erhielt der Olmützer Bischof, Kardinal Franz Seraph von Dietrichstein das Schloss. Er führte mit harter Hand die Gegenreformation durch. Das Schloss wurde Sitz des Verwaltungsapparates. Von den Zerstörungen des Dreißigjährigen Kriegs erholte sich die Stadt nur langsam. Diese blieb im Besitz seiner Familie bis in das 19. Jahrhundert. Die Stadt kaufte sich 1848 von der Obrigkeit frei. 1783 wurde die Kaiserstraße errichtet. 1847 kam der Bahnanschluss durch die Kaiser Ferdinands-Nordbahn Wien–Krakau. Nach der Aufhebung der Patrimonialherrschaften wurde die Stadt 1850 zum Sitz einer Bezirkshauptmannschaft. Kaiser Franz Joseph I. besuchte Mährisch Weißkirchen am 10. Juni 1880.
Die gotischen Befestigungen aus dem 14. und 15. Jahrhundert und die Renaissancehäuser am Marktplatz sind erhalten. Das Schloss wurde in den Jahren 1996 bis 1998 umfangreich saniert, wobei die im 19. Jahrhundert zugemauerten Bogen, Kegelbalustraden und Arkaden zum Innenhof wieder in ihren ursprünglichen Zustand versetzt wurden. Heute beherbergt das Schloss die Stadtverwaltung.
Haupterwerbszweige waren die Textil- und Holzindustrie. So war als bekanntester Holz verarbeitender Betrieb die Firma Thonet mit ihren Bugholzmöbeln in Mährisch Weißkirchen.
Mit dem Bau der Bahn entstand im Jahr 1843 auch eine Zementfabrik, die bis heute den Kalkstein eines in der Nähe liegenden Steinbruches verarbeitet.
Im Jahre 1883 gründete Antonín Kunz in Mährisch Weißkirchen eine Firma zur Reparatur und Produktion kleiner Landwirtschaftsmaschinen und spezialisierte sich dann auf die Produktion von Windmotoren und Pumpen. Das Unternehmen entwickelte sich zum größten Betrieb für Wasserförderung in Österreich-Ungarn. Ende des 19. Jahrhunderts wurden auch komplette Wasseranlagen für Gemeinden (bis 1912 in 1056 Städten und Gemeinden sowie Industriebetrieben und Großgrundbesitzern) gebaut. Aus dieser Firma ist das Unternehmen „Sigma-Pumpen“ entstanden.

### Jüdische Gemeinde
1611 verkauften Karel Pergar von Perg und dessen Ehefrau Kateřina Onšiča von Bělkovice zwei Häuser in der späteren Židovská-(Juden)-Straße an Juden, denen es bis dahin verboten war, sich in der Stadt niederzulassen. 1637 wurde den Juden erneut verboten, Häuser von christlichen Einwohnern zu mieten oder zu kaufen. Die 17 Häuser in der Židovská(=Juden)-Straße die sich bereits in jüdischen Eigentum befanden wurden daraufhin in 4 bis 6 Wohnungen aufgeteilt um die stark angewachsene jüdische Bevölkerung unterzubringen. Erst die Revolution 1848 führte zu einer Abschaffung der antisemitischen Verordnung. In den 1630er Jahren wurde im Hof der Hebräerschule eine Synagoge errichtet. 1864 wurde diese alte Synagoge abgerissen und durch eine größere Synagoge im maurisch-byzantinischen Stil des romanischen Historismus ersetzt. Die in Mährisch Weißkirchen verbliebenen jüdischen Bewohner wurden im Laufe des Jahres 1942 in Konzentrations- und Vernichtungslager deportiert; nur 14 Personen sollen die Shoa überlebt haben. Die Inneneinrichtung der Synagoge wurde dem Zentralen Jüdischen Museum in Prag übereignet. Der Friedhof der jüdischen Gemeinde aus dem 17. Jahrhundert gehörte bis Ende der 1980er Jahre zu den schönsten in Mähren. 1989 wurde auf Anordnung der kommunistischen Stadtverwaltung begonnen, den Friedhof zu zerstören, um dort Plattenbauten zu errichten. Die Stadt versuchte nachher, das ursprüngliche Aussehen wiederherzustellen, was jedoch nur sehr unzureichend gelang. Einige der uralten Bäume und Grabsteine waren unwiederbringlich verloren.

## Schulen
Außerdem war Mährisch Weißkirchen Standort zahlreicher ziviler und militärischer Schulen:
- k.k. Realgymnasium (1873 gegründet)
- Privatbürgerschule für Knaben und Mädchen und gewerblichen Fortbildungsschule
- Höhere Forstlehranstalt Mährisch Weißkirchen
- Landwirtschaftliche Winterschule
- Mädchen-Gewerbeschule für Weißnäherei und Schneiderei (zweiklassig)
- Militär-Oberrealschule Mährisch Weißkirchen (1856 gegründet als „Obererziehungshaus“, 1858 umgewandelt in die „Artillerieakademie“, ab 1869 „Militärtechnische Schule“ und ab 1875 „Militär-Oberrealschule“.)
- Kavalleriekadettenschule Mährisch Weißkirchen (1878 gegründet)

## Stadtgliederung
Die Stadt Hranice besteht aus den Stadtteilen Hranice I – Město, Hranice II – Lhotka (Klein Lhota), Hranice III – Velká (Welken), Hranice IV – Drahotuše (Drahotusch), Hranice V – Rybáře (Fischern), Hranice VI – Valšovice (Walschowitz), Hranice VII – Slavíč (Slawitsch) mit Zadní Familie (Hinterfamilie), Hranice VIII – Středolesí (Mittelwald) und Hranice IX – Uhřínov (Ungersdorf).

## Städtepartnerschaften
- Hlohovec, Slowakei
- Konstancin-Jeziorna, Polen
- Leidschendam-Voorburg, Niederlande

## Sehenswürdigkeiten
- gotische Stadtbefestigungen aus dem 14. und 15. Jahrhundert
- Kirche des hl. Johannes des Täufers
- Renaissancehäuser am Marktplatz
- Renaissanceschloss
- Synagoge
- jüdischer Friedhof
- Altes Rathaus erbaut ab 1528 (Masarykplatz Nr. 71)
- Weißkirchener Karst mit den Naturschutzgebiet Hůrka u Hranic, Zbraschauer Aragonithöhlen und dem 289,5 m tiefen Gevatterloch

## Persönlichkeiten

### Söhne und Töchter der Stadt
- Daniel Vetter (1592–1669), Buchdrucker
- Martin Nessel (1607–1673), böhmischer Dichter in lateinischer Sprache und Rektor
- Aaron Chorin (1766–1844), Rabbiner
- Josef Klucky (1806–1878), österreichischer Arzt
- August Emil Vogl Ritter von Fernheim (1833–1909), österreichischer Pharmakologe, Mediziner und Hochschullehrer
- Ignaz Drapala (1834–1916), Architekt und Baumeister
- Baruch Placzek (1834–1922), Rabbiner
- Max Wolf (1840–1886), österreichischer Komponist
- Jakob Julius David (1859–1906), österreichischer Schriftsteller und Journalist
- Isidore Singer (1859–1939), Schriftsteller
- Franz von Steinhart (1865–1949), Feldmarschalleutnant
- Richard Adamík (1867–1952), Arzt und Moralidealist
- Norbert Falk (1872–1932), österreichisch-deutscher Journalist, Schriftsteller und Drehbuchautor
- Franz Petrak (1886–1973), Botaniker
- Friedrich Wallisch (1890–1969), österreichischer Schriftsteller

- Johann Wolfgang Schaukal (1900–1981), österreichischer Maler
- Helmut Hofer (1912–1989), österreichischer Zoologe und Morphologe
- Jiří Brdečka (1917–1982), Drehbuchautor und Regisseur
- Zdeněk Merta (* 1951), tschechischer Komponist, Pianist und Musikproduzent
- Dalibor Janda (* 1953), tschechischer Musiker
- Aleš Opata (* 1964), tschechischer General

### Personen, die vor Ort gelebt und gewirkt haben
- Georg Vetter (1536–1599), Kirchenlieddichter
- Abraham Placzek (1799–1884), Rabbi in Mährisch Weißkirchen von 1832 bis 1840
- Theodor Kroner (1845–1923), Rabbi; besuchte die Schule in Mährisch Weißkirchen
- Hermann Reuß (1848–1931), Leiter der Höheren Forstlehranstalt Mährisch Weißkirchen (1896–1917)
- Edith Stein (1891–1942), die Philosophin und Dozentin leistete vom 7. April bis 1. September 1915 ihren Rotkreuz-Krankenpflegedienst im Kriegslazarett in der Kavalleriekadettenanstalt Mährisch Weißkirchen; sie wurde päpstlicherseits 1987 selig sowie 1998 heiliggesprochen und gilt auch der evangelischen Kirche als „Märtyrin der Kirche“.
- Josef Frais (1946–2013), tschechischer Schriftsteller, verstarb in Mährisch Weißkirchen

Schüler der Militärschulen
- Adolph Beer (1833 – 2. Oktober 1888, geboren in Prossnitz): erster jüdischer Oberst der k.u.k. Armee, Schüler (vermutlich): am „Obererziehungshaus“ und später Lehrer an einer der Mährisch Weißkirchner Militärschulen
- Hubert von Czibulka (1842–1914), österreichischer k. u. k. Feldzeugmeister, Absolvent der Militärakademie in Mährisch Weißkirchen
- Julius Lott (16. Februar 1845 – 21. Februar 1905, geboren in Fürstenfeld): Sprachwissenschaftler. Er erfand die Plansprache Mundolingue, Absolvent der Militärakademie in Mährisch Weißkirchen
- Theodor Körner (24. April 1873 – 4. Januar 1957, geboren in Komorn): Er besuchte die Militäroberrealschule ab 1888 und später die technische Militärakademie, von 1951 bis zu seinem Tod österreichischer Bundespräsident
- Robert Musil (6. November 1880 – 15. April 1942, geboren in Klagenfurt): österreichischer Schriftsteller, besuchte die Militäroberrealschule
- Adam Nieniewski (19. Mai 1886 – 27. April 1947, geboren in Zawady bei Sieradz): Offizier in der k.u.k. Armee und der Polnischen Armee, besuchte Militärschulen in damals ungarischen, heute slowakischen Kaschau (Košice), die Kadettenschule in Mährisch Weißkirchen und die Theresianische Militärakademie in Wiener Neustadt
- Ludwig Polzer-Hoditz (23. April 1869 – 13. Oktober 1945, geboren in Prag): österreichischer Kavallerie-Offizier, Reitlehrer und Gutsbesitzer, besuchte die Militäroberrealschule
- Herman Potočnik (22. Dezember 1892 – 27. August 1929, geboren in Pola): österreichischer Offizier und Raumfahrttheoretiker, besuchte die Militär-Unterrealschule in Fischau, die Kavalleriekadettenschule in Mährisch Weißkirchen und die technische Militärakademie in Mödling
- Rainer Maria Rilke (4. Dezember 1875 – 29. Dezember 1926, geboren in Prag): österreichischer Schriftsteller, besuchte Militärschulen in Sankt Pölten und Mährisch Weißkirchen
- Emil Eduard Schuster (18. Dez. 1897 – 15. Feb. 1973), geboren in Iglau, Besuch der Militäroberrealschule in M.W., der Pionier-Kadetten-Anstalt in Hainburg, Militärakademie in Mödling, Offizier der k .u. k. Armee, Tiefbautechniker, Maschinenbauer, Erfinder, Kunstgewerbler, Maler, Grafiker, Keramiker, gest. in Graz,
- Erwein Sigmund Graf von Thun und Hohenstein (1896–1946): österreichischer Offizier, zuletzt Major im militärischen Geheimdienst der Wehrmacht besuchte die Kavalleriekadettenschule in Mährisch Weißkirchen.
- Wilhelm Cavallar von Grabensprung (1889–1957), altösterreichischer Offizier und Träger des Militär-Maria-Theresien-Ordens.
- Erwin Lahousen (1897–1955), österreichischer und später deutscher Offizier, Zeuge der Anklage im Nürnberger Kriegsverbrecherprozess 1946
- Otakar Borůvka (10. Mai 1899 – 22. Juli 1995, geboren in Uherský Ostroh): Mathematiker, besuchte ab 1916 eine der Militärschulen in Mährisch Weißkirchen
- Wilhelm Franz von Habsburg-Lothringen (10. Februar 1895 – 18. August 1948): österreichischer Offizier und während des Ersten Weltkriegs habsburgischer Thronkandidat für einen ukrainischen Satellitenstaat, er absolvierte ab 1909 die Militäroberrealschule, nach vorzeitigem Austritt[3] wechselte er an die Theresianische Militärakademie.

## Ehrenbürger
- Karl Ritter von Stremayr (1823–1904), Minister für Kultus und Unterricht,  in Anerkennung seiner Verdienste um die Errichtung des Staatsunterrealgymnasiums.